# Шебалин (хутор)
Шебалин — хутор в Заветинском районе Ростовской области. Административный центр Шебалинского сельского поселения.
Население - 928 (2010)

## История
Дата основания не установлена. Согласно Списку населённых мест Земли Войска Донского 1862 года, составленному по данным за 1859 год, хутор относился к юрту станицы Потёмкинской, входившей в состав Второго Донского округа Земли Войска Донского. Хутор располагался на значительном удалении от станицы: расстояние до станицы Потёмкинской составляло 127 вёрст. В хуторе имелось 20 дворов, проживало 169 жителей.
К 1897 году хутор был отнесён к юрту станицы Атаманской Сальского округа Области войска Донского. Согласно первой Всероссийской переписи населения 1897 года в хуторе проживало 346 душ мужского пола и 349 душ женского пола. Согласно Алфавитному списку населённых мест области войска Донского 1915 года издания в хуторе Шебалине насчитывалось 199 дворов, в которых проживало 455 душ мужского и 459 душ женского пола.
Согласно Всесоюзной переписи населения 1926 года население хутора составило 783 человека, в т.ч. 703 великоросса и 39 калмыков

## География
Хутор расположен в степи в пределах западной покатости Ергенинской возвышенности, относящейся к Восточно-Европейской равнине, на правом берегу реки Кара-Сал, напротив устья реки Акшибай, на высоте — 59 метров над уровнем моря. Рельеф местности холмисто-равнинный, осложнён балками и оврагами. Почвы комплексные: распространены каштановые солонцеватые и солончаковые почвы и солонцы (автоморфные).
По автомобильным дорогам расстояние до областного центра города Ростова-на-Дону составляет 380 км, до районного центра села Заветное - 47 км. К хутору имеется подъезд от региональной автодороги Заветное - Дубовское.
Для хутора, как и для всего Заветинского района характерен континентальный, засушливый климат, с жарким летом и относительно холодной и малоснежной зимой (согласно классификации климатов Кёппена - Dfa). Среднегодовая температура воздуха положительная и составляет + 9,1 °C. Средняя температура самого холодного января -5,8 °С, самого жаркого месяца июля +24,4°С. Расчётная многолетняя норма осадков - 388 мм. В течение года количество осадков распределено относительно равномерно: наименьшее количество осадков выпадает в феврале, марте и октябре (по 23 мм), наибольшее количество - в июне (41 мм).

## Население
Динамика численности населения
| 2002 |
| ---- |
| 1074 |

| 1859 | 1897 | 1915 | 1926 | 2010 |
| ---- | ---- | ---- | ---- | ---- |
| 169  | ↗695 | ↗914 | ↘783 | ↗928 |

## Инфраструктура
Улицы
- ул. Василия Зиновеевича Коломейцева,
- ул. Гагарина,
- ул. Зеленая,
- ул. Майский,
- ул. Набережная,
- ул. Новоселов,
- ул. Садовая,
- ул. Школьная.

## Источник
- Атлас Республики Калмыкия, ФГУП "Северо-Кавказское аэрогеодезическое предприятие", Пятигорск, 2010 г., стр. 39.